# Masarikova (Bělehrad)
Masarikova (srbsky Масарикова) je ulice v hlavním městě Srbska, Bělehradu. Jedná se o velmi krátkou ulici, která leží jižním směrem od středu města. 
Pojmenována je po Tomáši Garriguu Masarykovi. Podle pravidel srbského pravopisu, který vyžaduje striktní fonetický pravopis cizích jmen je nicméně psána s i. 

## Historie
Ulice vznikla v souvislosti s rozšiřováním města Bělehradu jižním směrem podle pravidelné uliční sítě. Na historické mapě z roku 1922 se jednalo o západní kraj ulice Njegoševy. Úpravou režimu dopravy a především křižovatky ulic Resavska a Kralja Milana byla nicméně tato část oddělena. Pojmenována byla po Tomáši Garrigue Masarykovi. Tento název měla od roku 1946, a to i v období existence socialistické Jugoslávie. 

## Doprava
Jedná se o krátkou městskou třídu, v Bělehradě známou především díky patrovým garážím.

## Významné budovy
- Beograđanka[1] (oficiálně bez čísla popisného)
- Hospodářský soud
- Garáže Masarikova
- Oficirska zadruga